# Holidays in Rome
Holidays in Rome – wydany we wrześniu 2013 r. singel Tomasza Makowieckiego, zwiastujący płytę pt. Moizm.

## Notowania
| Lista                             | Pozycja |
| --------------------------------- | ------- |
| Lista Przebojów Radia Merkury     | 1       |
| SLiP                              | 21      |
| Lista Przebojów Radia Łódź        | 23      |
| Złota Trzydziestka Radia Koszalin | 29      |
| Lista Przebojów Trójki            | 44      |

## Teledysk
Wyreżyserowany w Gdyni przez Łukasza Garlickiego, ze zdjęciami Barbary Kai Kaniewskiej i wyprodukowany przez samego Makowieckiego obraz został opublikowany 26 września 2013 r. w serwisie YouTube.